# Avon Championships of Los Angeles 1980
L'Avon Championships of Los Angeles 1980 è stato un torneo di tennis giocato sul sintetico indoor. È stata la 7ª edizione del torneo, che fa parte del WTA Tour 1980. Si è giocato a Los Angeles negli Stati Uniti, dal 4 al 10 febbraio 1980.

## Campionesse

### Singolare
Martina Navrátilová ha battuto in finale  Tracy Austin con il punteggio di 6–2, 6–0

### Doppio
Rosemary Casals /  Martina Navrátilová hanno battuto in finale  Kathy Jordan /  Anne Smith con il punteggio di 7–6, 6–2